# Ivana Baquero
Ivana Baquero, född 11 juni 1994 i Barcelona, Katalonien, är en spansk barnskådespelerska som hade huvudrollen i den spanska filmen Pans labyrint (2006).